# シュネーバル

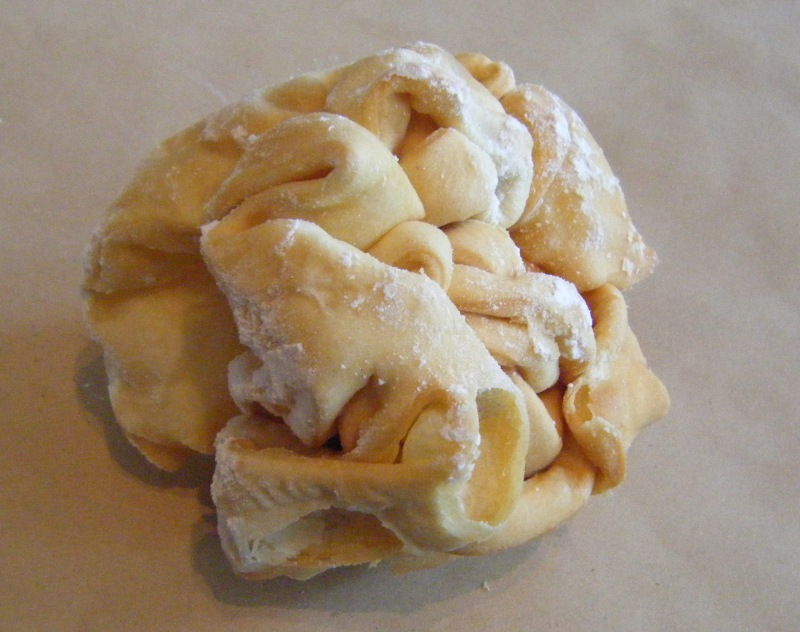
シュネーバル

シュネーバル（ドイツ語: Schneeball）はドイツ・ローテンブルク・オプ・デア・タウバーの名物菓子。複数形はシュネーベレ（ドイツ語: Schneebälle）であるが、ローテンブルク・オプ・デア・タウバーなどのフランケン地方ではシュネーバレン（ドイツ語: Schneeballen）と呼ぶ。
名称は「雪の球（show ball）」の意であり、ひも状のクッキー生地を直径10センチメートルほどに丸くまとめて油で揚げ、粉砂糖で包んだ白い菓子である。チョコレートやアーモンドをまぶすこともある。市販品には直径3センチメートル程度の小さいサイズのものもある。
18世紀以前からフランケン地方、バーデン＝ヴュルテンベルク州、オーストリアで知られていた歴史的な菓子である。
かつては、誕生日や結婚式など家族の祝事に食べる菓子であり、粉砂糖やシナモンを振りかけたものであった。また揚げる油も伝統的には動物性油であったが、近年は植物性油を使うことも多い。
ドイツではカトリック教会の教義から復活祭前の約40日間（四旬節）に断食を行っていたが（現在でも修道院や非常に敬虔な信者は行う）、シュネーバルはシュトゥルーデル、クネーデルを添えたキノコや野菜の料理、ビールなどと共に、断食期間に食することを許されている。